# レイトンFC
レイトン・フットボール・クラブ（Leyton Football Club）はかつて存在したイングランド、ロンドン、ウォルサム・フォレスト特別区内、レイトンを本拠地とするサッカークラブチームである。

## 名称変更
- 1868-1973 レイトンFC
- 1975-1992 レイトン・ウィンゲートFC
- 1992-1997 レイトンFC
- 1997-2011 レイトンFC

## タイトル

### 国内タイトル
レイトンFC（1868-1973）
- ウォルサムストー・チャリティカップ:2回

1891-1892,1896-1897
- レイトン&ディストリクト・アリアンス:2回

1892-1893,1893-1894
- エセックス・ジュニアカップ:1回

1893-1894
- ロンドン・ジュニアカップ:1回

1894-1895
- サウスエセックスリーグ:2回

1895-1896,1899-1990
- エセックス・シニアカップ:8回

1896-1897,1897-1898,1899-1990,1900-1901
1902-1903,1929-1930,1930-1931,1934-1935
- サウスイーストリーグ:1回

1896-1897
- ロンドン・シニアカップ:1回

1903-1904
- ロンドンリーグ:3回

1923-1924,1924-1925,1925-1926
- FAアマチュアカップ:2回

1926-1927,1927-1928
- アセニアンリーグ:3回

1928-1929,1965-1966,1966-1967
- ロンドン・チャリティーカップ:2回

1934-1935,1936-1937
- エセックス・テームズサイドトロフィー:2回

1964-1965,1966-1967
レイトン・ウィンゲートFC（1975-1992）
- アセニアンリーグ:2回

1976-1977,1981-1982
- エセックス・テームズサイドトロフィー:1回

1981-1982
- イスミアンリーグ・ディヴィジョン2・ノース:1回

1984-1985
- ソーンEMIライティング・フットボール・フロードライティング・コンベイション:1回

1984-1985
レイトンFC（1992-1997）
- エセックス・テームズサイドトロフィー:1回

1992-1993
レイトンFC（1997-2011）
- フォレスターズ・エセックス・シニアカップ:1回

2001-2002
- ゴードン・ブラステッド・メモリアルトロフィー:1回

2001-2002
- アソシエイト・メンバーズトロフィー:1回

2002-2003

### 国際タイトル
- なし